# Coldwater (Missisipi)
Coldwater – miasto w Stanach Zjednoczonych, w stanie Missisipi, w hrabstwie Tate.